# Dôme
O Dôme (traduzido do francês, "domo") é um restaurante localizado no número 108 do bulevar do Monte Parnaso, no bairro de Monte Parnaso, na cidade de Paris, na França. Foi o primeiro café a ser criado no bairro, em 1898, se tornando, então, um ponto de encontro dos intelectuais da região sul da cidade, bem como dos membros da colônia estadunidense na cidade. Atualmente, é um restaurante especializado em peixes, possuindo uma estrela segundo a classificação do guia Michelin.

## Dômiers
Foi criado o termo dômiers para se referir às personalidades que frequentaram o Dôme ao longo de sua história. Exemplos de dômiers são:
- Robert Capa (1913-1954)
- Henri Cartier-Bresson (1908-2004)
- Aleister Crowley (1875-1947)
- Max Ernst (1891-1976)
- Tsuguharu Foujita (1886-1968)
- Paul Gauguin (1848-1903)
- Ernest Hemingway (1899-1961)
- Gibran Khalil Gibran (1883-1931)
- Wassily Kandinsky (1866-1944)
- Moïse Kisling (1891-1953)
- Eva Kotchever (1891-1943)
- Lenin (1870-1924)
- Sinclair Lewis (1885-1951)[4]
- Willy Maywald (1907-1985)
- Henry Miller (1891-1980)
- Anaïs Nin (1903-1977)
- Amedeo Modigliani (1884-1920)[5]
- Jules Pascin (1885-1930)
- Pablo Picasso (1881-1973)
- Ezra Pound (1885-1972)
- Man Ray (1890-1976)
- Chaim Soutine (1893-1943)
- Gerda Taro (1910-1937)
- Paul Thesing (1882-1955)
- Elmyr de Hory (1906-1976)
- Ylla (Camilla Koffler) (1911-1955)

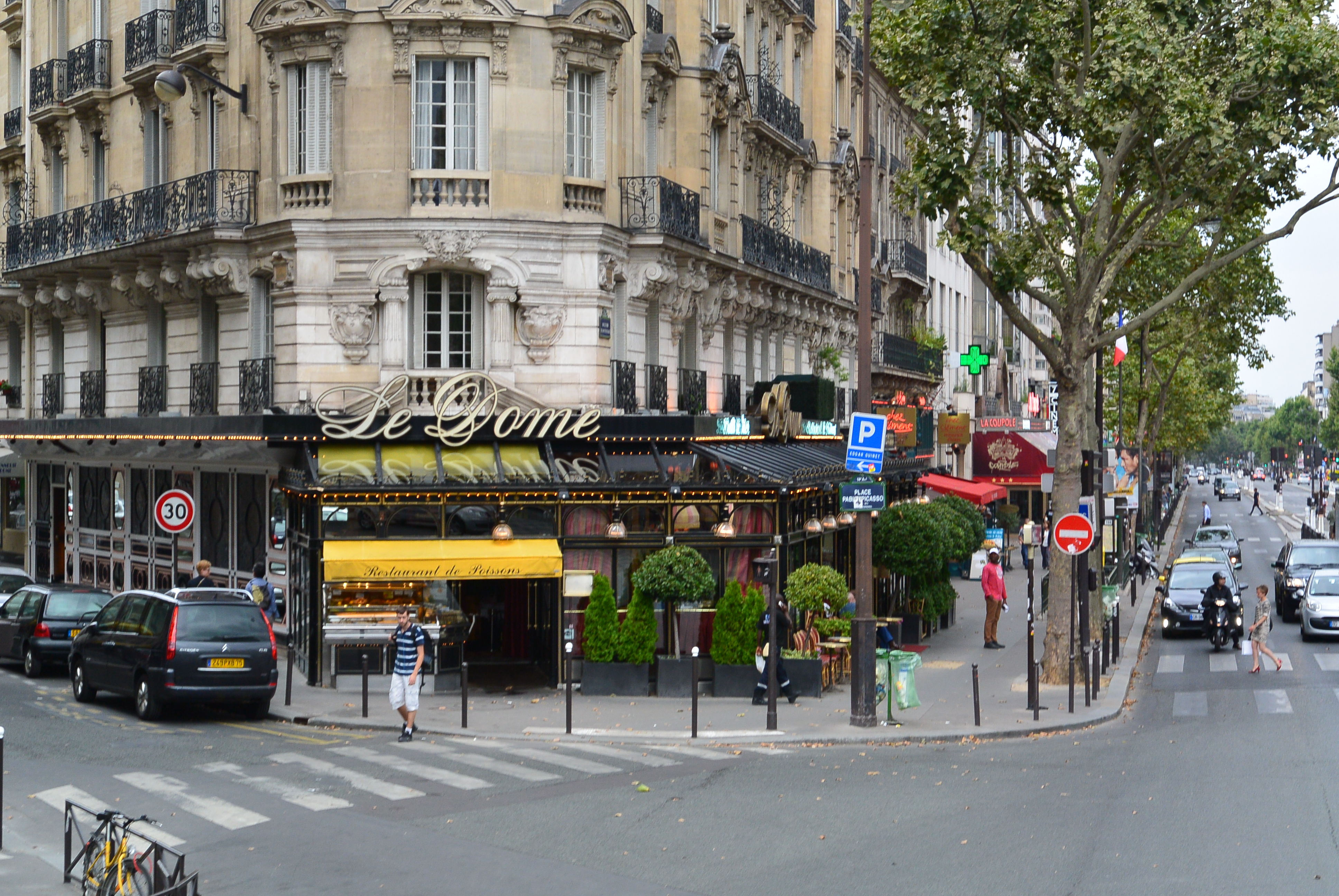
Vista externa do restaurante